# Igors Samušonoks
Igors Samušonoks (Riga, 6 de noviembre de 1972) es un deportista letón que compitió en lucha libre. Ganó una medalla de plata en el Campeonato Europeo de Lucha de 1999, en la categoría de 85 kg.

## Palmarés internacional
| Campeonato Europeo | Campeonato Europeo  | Campeonato Europeo | Campeonato Europeo |
| Año                | Lugar               | Medalla            | Categoría          |
| ------------------ | ------------------- | ------------------ | ------------------ |
| 1999               | Minsk (Bielorrusia) | Medalla de plata   | 85 kg              |